# Chetité
Chetité (někdy také Hetejci) byli indoevropský národ, který vytvořil říši, zahrnující dnešní Malou Asii, Sýrii, Libanon a část Palestiny. Chetité byli velcí válečníci, kteří se v bitvách spoléhali na své smrtonosné válečné vozy, a byli to také oni, kteří jako první začali používat železné zbraně. Při svých výbojích se střetli se starověkým Egyptem a tito dva rivalové spolu svedli mnoho bitev (např. bitva u Kadeše, patrně 1274 př. n. l.). Velice unikátní bylo chetitské státní zřízení, protože chetitští králové byli jediní panovníci starověkého Orientu, kteří nebyli absolutními panovníky. Jako většina států té doby, i chetitská říše byla závislá na zemědělství.
Chetité byli mistry v odlévání kovů, přičemž tuto schopnost využívali v umění (kovové sošky, nádoby atd.). Chetitské náboženství bylo polyteistické, přičemž ještě dnes nejsou všichni chetitští bohové známi. Ve společenském zřízení spoléhali Chetité na otroky, kteří pracovali v zemědělství, hornictví a v dalších pracovních odvětvích. Během své existence nebyla Chetitská říše nikdy považována za bezvýznamný stát a vždy měla určitý respekt. Konec chetitské říše přišel nečekaně – kolem roku 1200 př. n. l. byli Chetité smeteni invazí tzv. mořských národů a říše se rozpadla. Chetitská kultura ještě nějaký čas přežívala v opevněných městech, ale když byla roku 717 př. n. l. dobyta poslední velká chetitská pevnost Karchemiš, všechny stopy chetitské kultury zmizely a tím skončila i chetitská civilizace.

## Historie

### Původ Chetitů

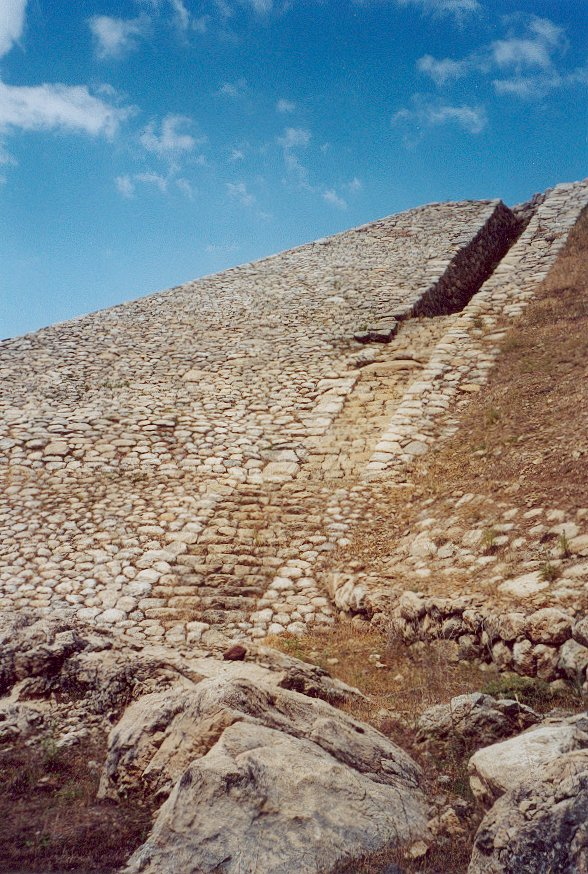
Výstup v Chattušaši, hlavním městě Chetitské říše

Už kolem roku 1900 př. n. l. se dostali Chetité v první vlně stěhování indoevropských národů do východní Anatolie: jsou spolu s Churrity údajně nejstarším indoevropským národem, který se dostal na Přední východ, kde se asimiloval a pokusil se zakládat mocné říše. Původně se prý Chetité dělili na tři různé jazykové skupiny, potažmo i na tři politické okruhy, jež se pak spojily do jednotného státu. Zcela nesprávnými se ukázaly být teorie vycházející z Bible, že Chetité byli původním obyvatelstvem dnešního Turecka a Sýrie. Chybný je názor některých tureckých historiků, že Turci jsou přímými potomky Chetitů a že se turečtina vyvinula z chetitštiny. Někteří vědci zastávali názor, že se jejich pravlast nacházela u Kaspického moře, jejíž obyvatelé se v několika vlnách dostali do Malé Asie. Jiní historici zastávají názor, že Chetité přišli z Balkánu.

### Starochetitská říše

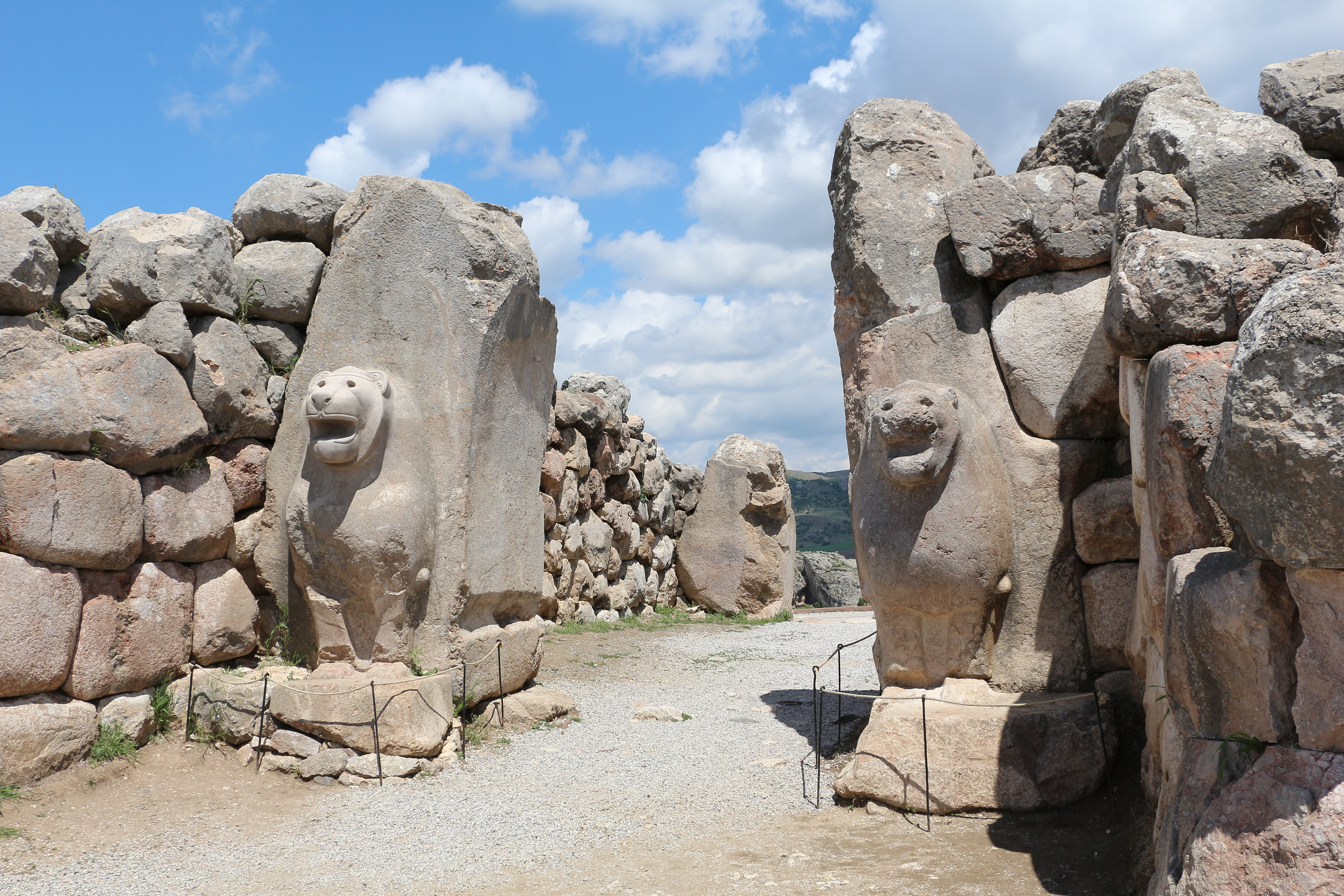
Lví brána, která se nachází na místě Chattušaši

Starochetitská říše vznikla kolem roku 1800 př. n. l. Jako první její král a zakladatel se uvádí Anittaš (současník Chammurapiho), jehož otcem byl jakýsi Pitchánaš, zastávající v Kuššaru úřad s titulem velmož žebříku. Sjednotil chetitské kmeny a založil stát a svou dynastii. Po roce 1800 vytáhl proti Chattušaši, dobyl ji na Chattijcích a srovnal se zemí. Po porážce vládce v Néšaši se na čas stalo jeho hlavním městem město Néšaš, podle níž Chetité nazývali svou řeč. Kolem roku 1740 př. n. l. došlo k upevnění chetitské moci v Malé Asii za krále Tutchalijaše I., kolem roku 1710 př. n. l. se stal králem Pašururumaša, po něm jeho bratr Tabarnaš, za nějž v letech 1670–1650 př. n. l. došlo k rozmachu chetitské moci, kdy Chetité pronikli k jižním maloasijským břehům Středozemního moře. Dalším velkým vládcem byl Muršiliš I., který pokračoval v dobyvatelské politice, obsadil severní Sýrii, v severní Mezopotámii porazil Churrity, získal je za spojence a po tisícikilometrovém pochodu se dostal k babylonským branám. Díky páté koloně ve městě se mu podařilo Babylon dobýt (1594 př. n. l.). Po návratu byl zavražděn. Další panovníci této dynastie byli slabí, až Tutchalijaš II. založil dynastii novou.

### Novochetitská říše

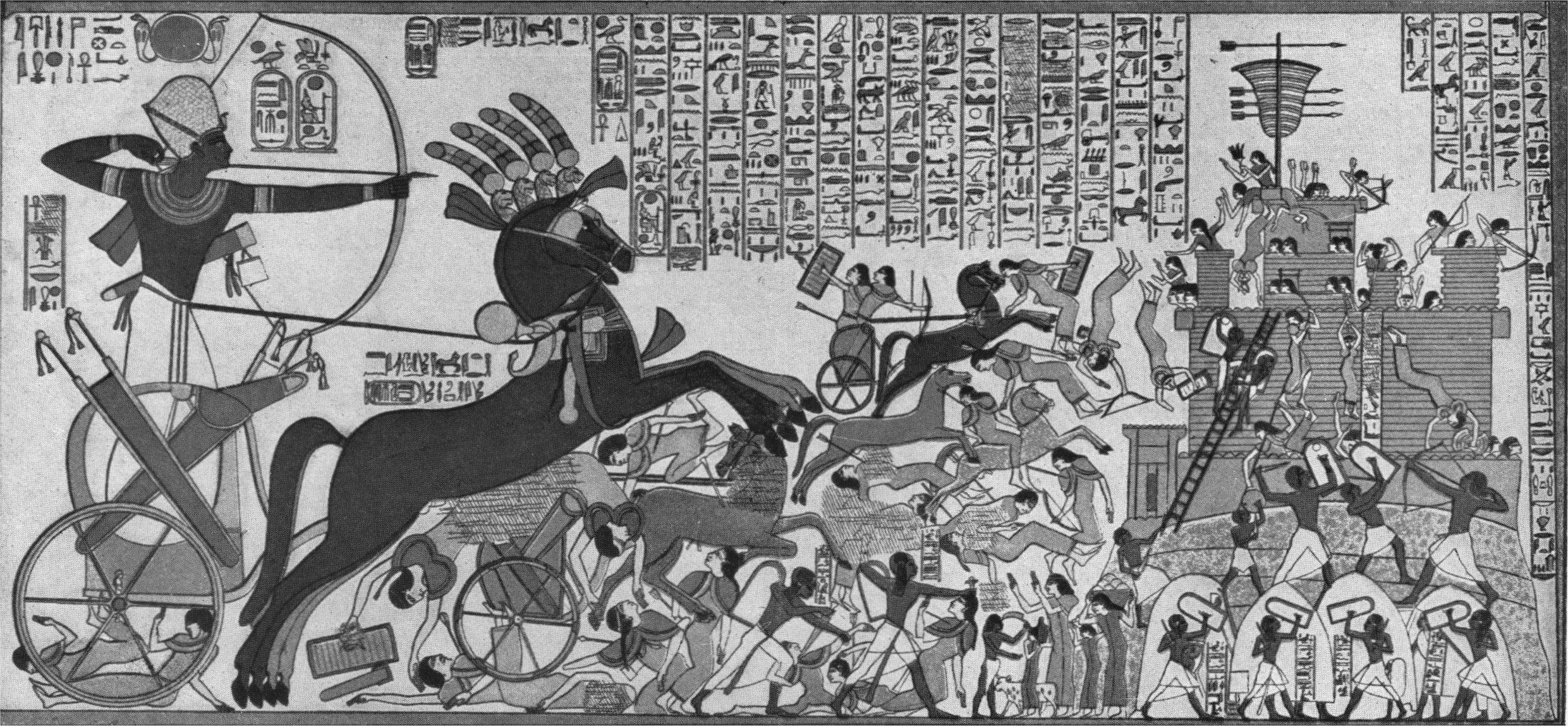
Egyptský faraon Ramesse II. při obléhání chetitské pevnosti Dapur roku 1269 př. n. l.

Novochetitskou říši založil Tutchalijaš II. v roce 1460 př. n. l. Bojoval v Sýrii a Mezopotámii a snažil se marně zastavit egyptské pronikání do Sýrie: Egypťané se zmocnili pevností Megida, Kadeše, Chalpy, a chetitští, babylonští a asyrští panovníci museli zřejmě platit egyptskému faraonovi peníze. Následuje období slabých králů, až se roku 1375 př. n. l. stál králem Šuppiluliumaš I. Ten se projevil jako rozený vojevůdce, diplomat a státník. Vyhnal všechny cizince z Chetitské říše a ovládl celou Malou Asii. Po dobytí hlavního města Mitannské říše Vaššukkani uzavřel s Churrity mírovou smlouvu, podle které se další vládcové Mitanni stali jeho vazaly. Po jednoroční vládě Arnuvandaše III. se ujal vlády Muršiliš II., který sváděl časté boje s Egypťany, mimo jiné také svedl slavnou bitvu u Kadeše, největší bitvu své doby. Nakonec jeho nástupce Chattušiliš III. s Egypťany uzavřel mírovou smlouvu, která vymezovala sféry vlivu obou států v Sýrii. Obě strany se také zavázaly, že proti sobě nebudou útočit (tato smlouva nebyla nikdy porušena). Poté začalo v Chetitské říši docházet k nepokojům a říši ohrožují Asyřané. Sotva však kolem roku 1200 př. n. l. nastupuje na trůn Šuppiluliumaš II., dochází k velké pohromě: ze západu se přivalila vlna nových divokých kmenů, kterým Egypťané říkali mořské národy. Egypt jejich náporu odolal, Chetité však ne a celá jejich říše byla zničena. Chetité se ještě nějaký čas udržovali v městských střediscích, ale jejich veleříše už nikdy nebyla obnovena. Konec jejich politické existence se spojuje s dobytím jejich poslední velké pevnosti - Karchemiše roku 717 př. n. l..
| 1930–1460 př. n. l. | slavná doba staré říše chetitské |
| 1580–1550 př. n. l. | doba zmatků                      |
| 1450–1200 př. n. l. | nová říše Chetitů                |
| 1150–700 př. n. l.  | říše hieroglyfických Chetitů     |

## Různé oblasti chetitského života

### Státní zřízení

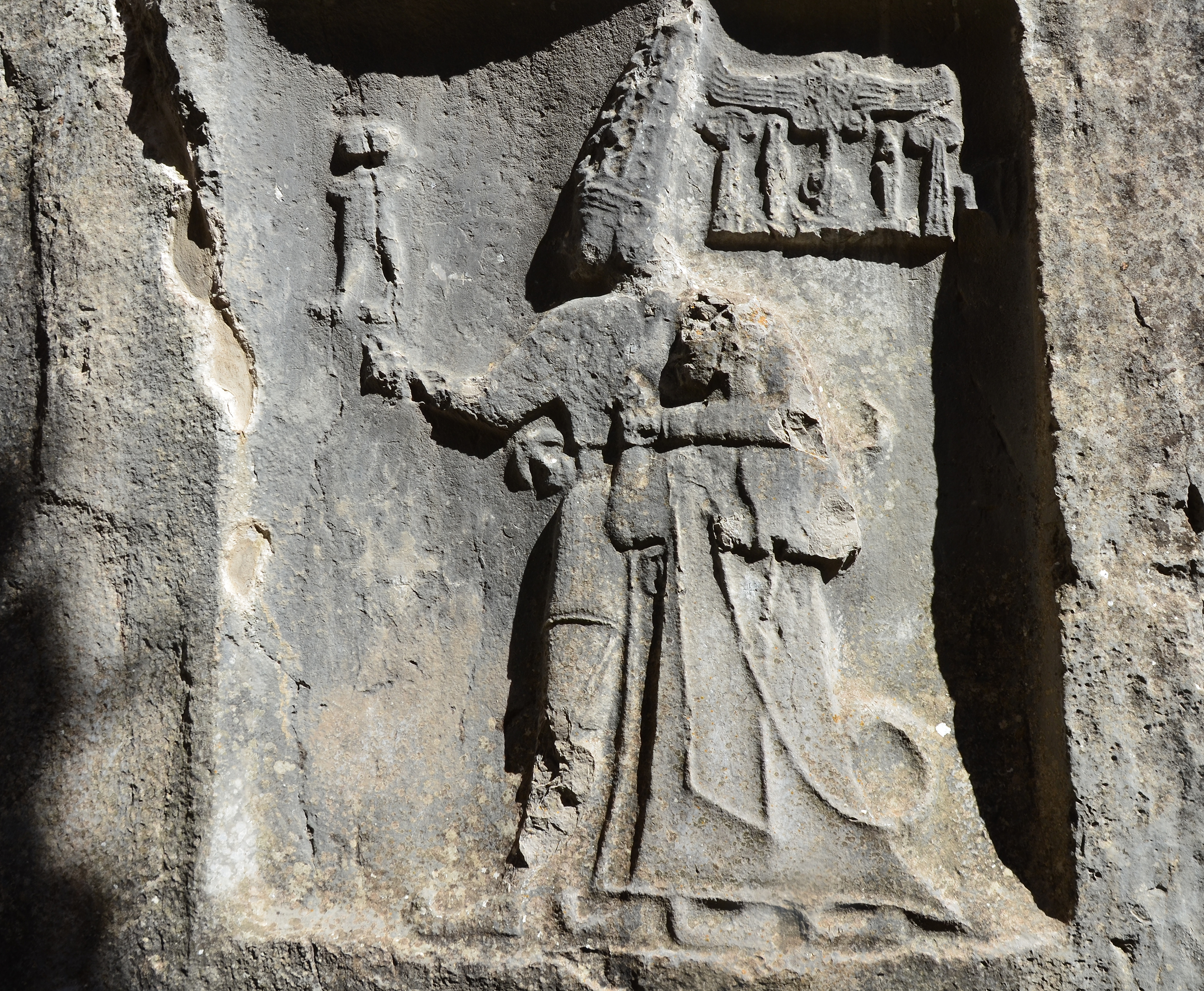
Král Tudhalija IV.

Chetitská říše nebyla dědičnou monarchií a chetitští králové byli jediní panovníci Východu, kteří nebyli absolutními monarchy: velké slovo tu měla rada velmožů, případně rady dvě – v tom se názory historiků liší. Chetité sami nám o tom nezanechali jednoznačné doklady, reformní nařízení krále Telipinuše je z pozdější doby (z let 1520–1515 př. n. l.). Nejspíše byla jedním z těchto orgánů rada nazývaná tulie, skládající se z králových synů a jiných jeho příbuzných a švagrů, z příslušníků nejvyšší kmenové a dvorní šlechty a náčelníka královy osobní stráže. Omezovala právo krále ukládat nejvyšší tresty příbuzným. V zásadních věcech státní politiky pak byla jeho poradním sborem.
Pankuš, druhé shromáždění, se vyvinulo z původního všelidového shromáždění, pak bylo shromážděním všech vojáků a později, po Telipinušových reformách, jen jejich privilegované části: to byla tělesná stráž, vyšší velitelé a šlechtičtí důstojníci, kteří se nazývali královými osobními přáteli. Pankuš měl v době míru právo jednat o králových zločinech. Chetitská říše byla do jisté míry také jakousi federací autonomních útvarů spravovaných dědičnými kmenovými náčelníky nebo královými bratry a syny. V době války však měl král i jeho syn neomezenou pravomoc.

### Jazyk

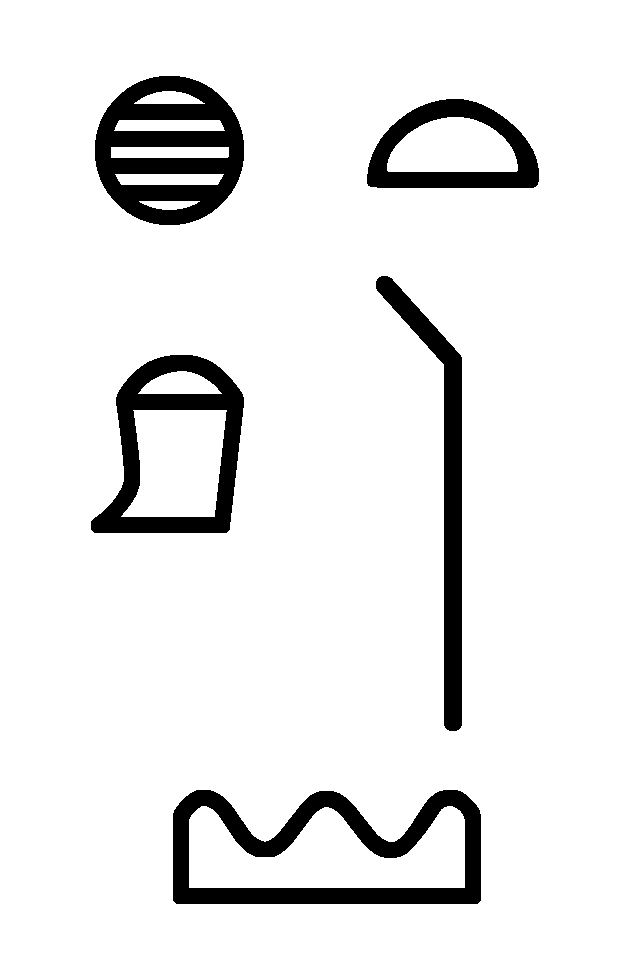
Jméno Chattušaš v egyptských hieroglyfech

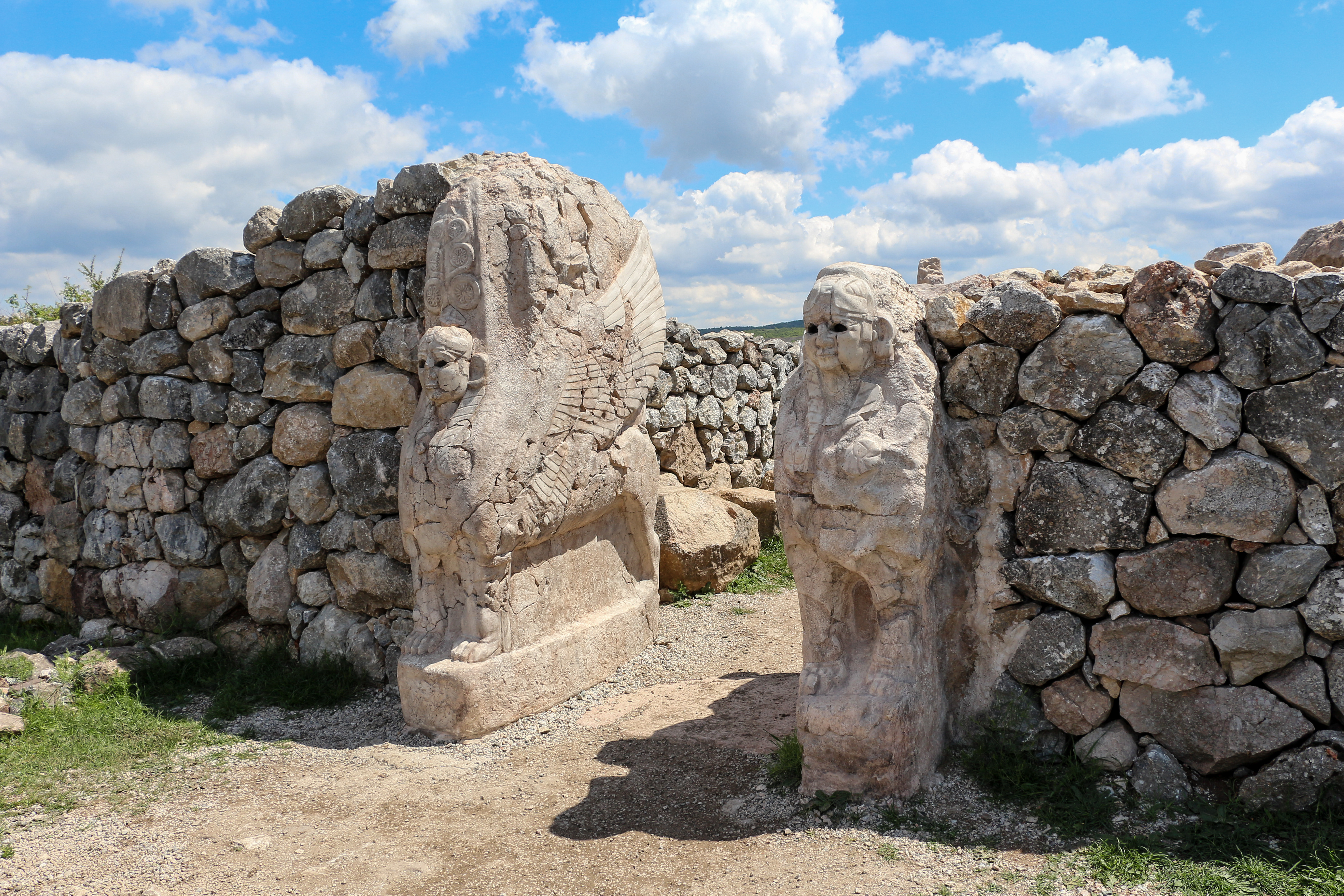
Brána sfing v Chattušaši

Chetitština je vymřelý jazyk z anatolské skupiny indoevropských jazyků, nejstarší zaznamenaný indoevropský jazyk vůbec. V letech 1916–1917 byl tento jazyk rozluštěn českým badatelem Bedřichem Hrozným.

### Společenské zřízení
Společenské zřízení Chetitů bylo otrokářské, lidé se dělili na svobodné a otroky, kteří se rekrutovali ve starších dobách hlavně z podrobených Chattijců, později z válečných zajatců i odvlečeného obyvatelstva dobytých zemí. Někdy byli zajatci zařazováni do chetitského vojska a dostávali za odměnu pozemky. Otroci pracovali v zemědělství, hornictví a řemeslech, z menší části sloužili i v domácnostech. Není však jisté, zda tvořili většinu pracujících. Existoval i velký počet svobodných občiníků, rolníků, pastevců a řemeslníků.
Platidlem bylo stříbro, 160krát cennější než měď.

### Vojenství

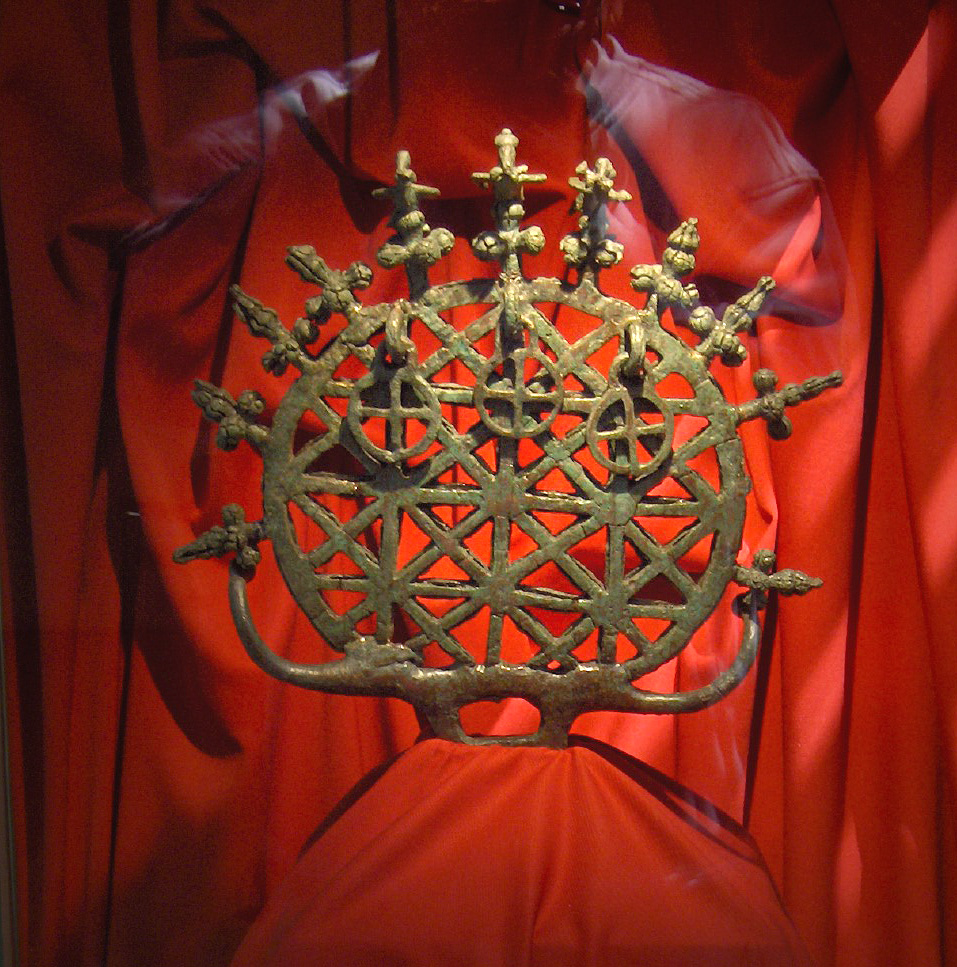
Chetitská bronzová zástava, nyní uložená v ankarském Muzeu anatolských civilizací

V chetitském vojenství hrály rozhodující roli válečné vozy, a to již od přelomu 18. a 17. století př. n. l., kdy údajně připadalo 40 válečných vozů na každých 1400 pěšáků. Vojákem na voze mohl být každý svobodný Chetita, což umožňovalo masové nasazení této zbraně. Za tím účelem bylo ze sousední země Mitanni, proslulé chovem koní, dováženo obrovské množství cvičených koní: Mitannec jménem Kikkuliš napsal učebnici o výcviku koní, trvajícím 200 dní a nocí: byli krmeni ječmenem a senem nebo ječnou kaší míchanou s řezankou.
Posádky několika tisíc válečných vozů byly cvičeny pro boj ve velkých formacích: jejich specialitou byl rychlý útok, napadení křídel a týlu protivníka, i přechod do protiútoku. Bosá pěchota, většinou složena z cizích žoldnéřů, byla považována za druhořadou složku vojska. Byla vybavena jen dřevěnými štíty a kopími, případně už železnými meči.
Lépe byla vybavena pěší garda králova. Vojáci byli zavázáni slavnostní přísahou, probíhající za zvuku píšťal a rachotu bubnů: skládali ji velitelé a kněží.

### Náboženství

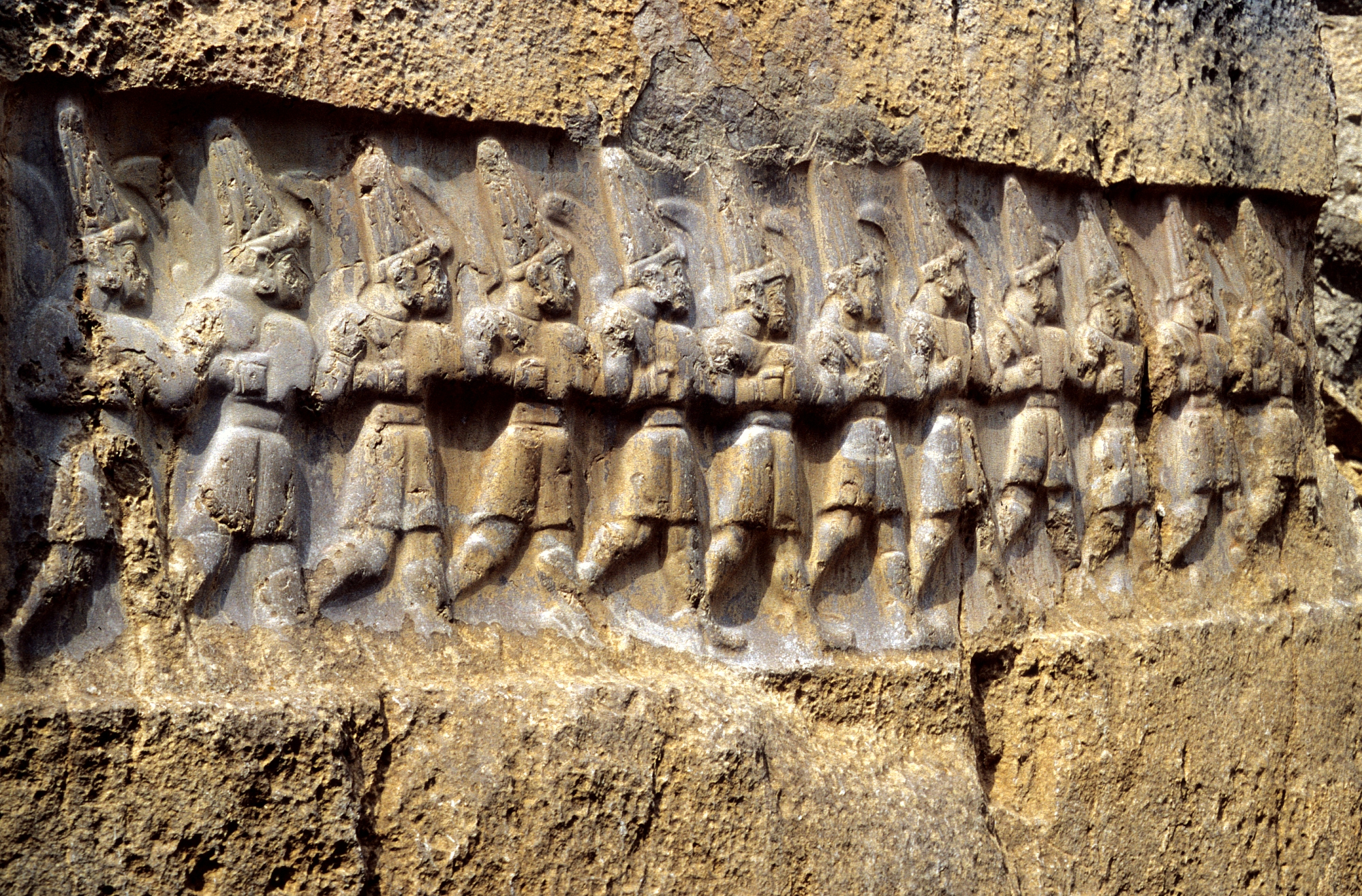
Dvanáct chetitských bohů

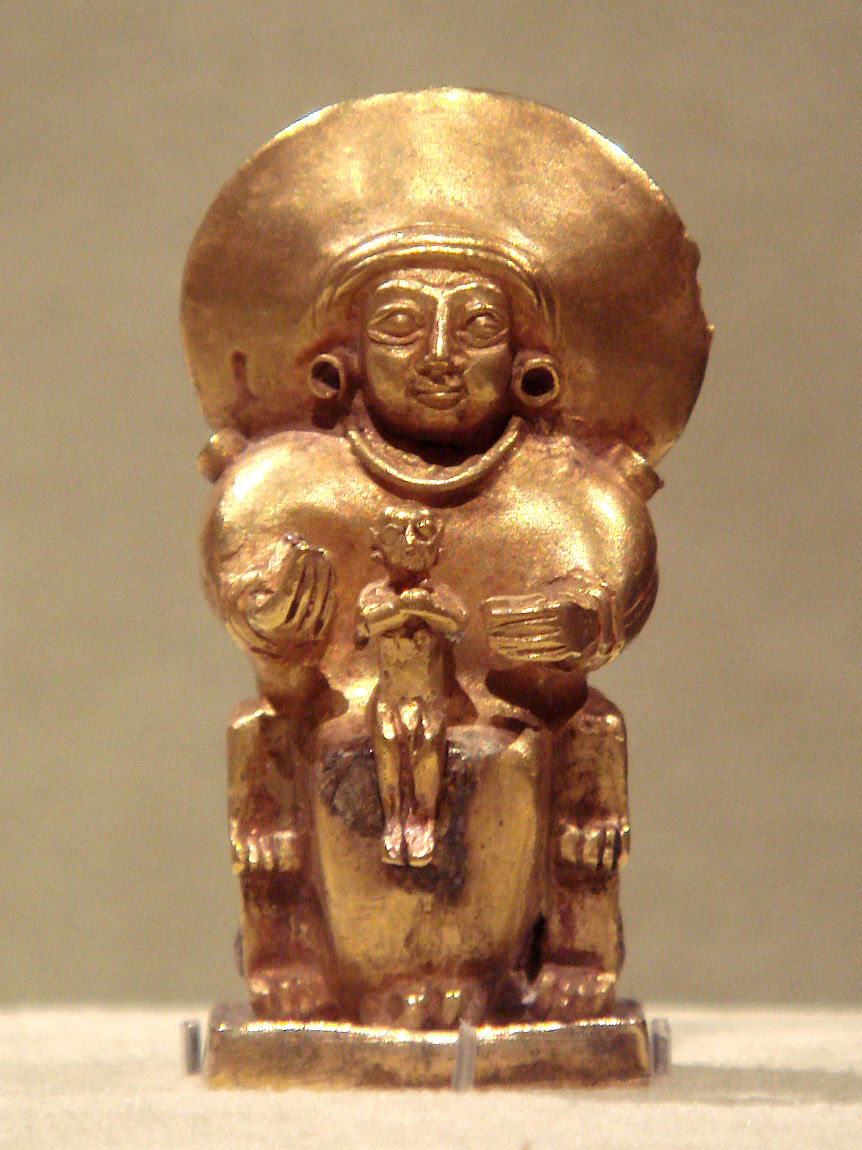
Chetitská bohyně Arinnitti

Mezi hlavní chetitské bohy, kterých bylo napočítáno zatím na 640, ale měli jich prý na tisíc, patřil král bohů Kumarbi, bůh bouře Taru, jeho dcera, krásná bohyně Inara, jeho žena Cheap, bůh ohně Agniš, bohyně lovu Rutaš podobná Artemidě – a mnoho a mnoho dalších. Žádného ze svých bohů prý nepokládali Chetité za vševědoucího a k některým měli vztah vyloženě kritický, což se prý projevovalo v zajímavých modlitbách králů, zároveň velekněžích Chetitů. Z chetitské mytologie také čerpala řecká mytologie.
Z pradávných mýtů byl znám mýtus Illujankaš, ještě snad z předchetitské doby, přednášený při oslavách Nového roku, v němž se bůh bouře Taru utkává s hrozným drakem Illujankašem a za pomoci bohyně Inary a hrdiny Chupašiji jej překoná; mýtus Měsíční bůh Kašku vypráví, proč měsíc vychází a zapadá; mýtus Ullikumi zase vypráví o boji Tarua s nepřemožitelným mořským obrem toho jména, i prastarý mýtus Mizející bůh Telepinu, v tomto mýtu se bůh plodnosti vytratí kamsi do asijských stepí a vezme s sebou celou plodivou sílu světa, až ho najde včela a probudí ho bodnutím.

### Móda a architektura

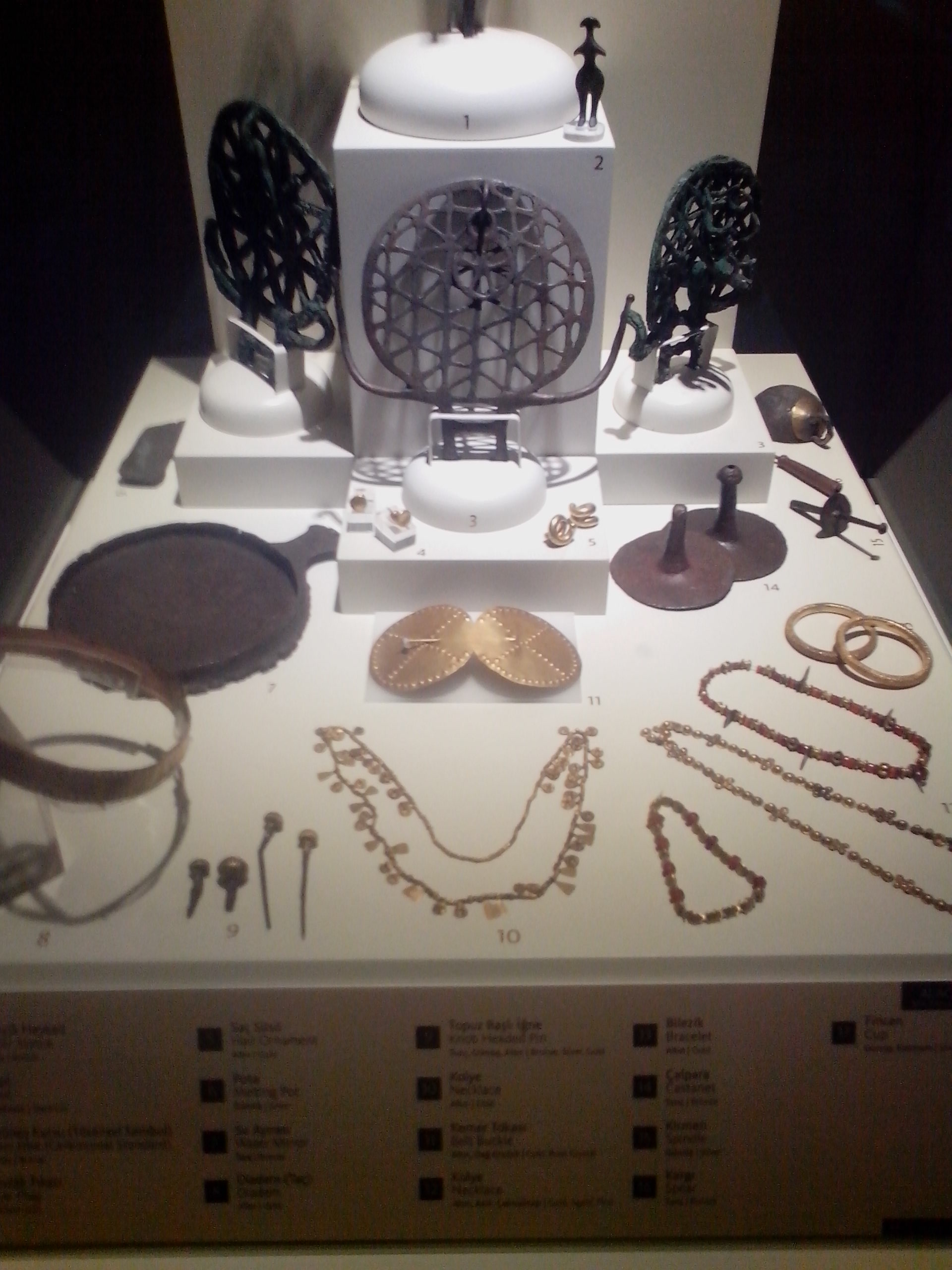
Chetitské šperky vystavené v muzeu v Ankaře

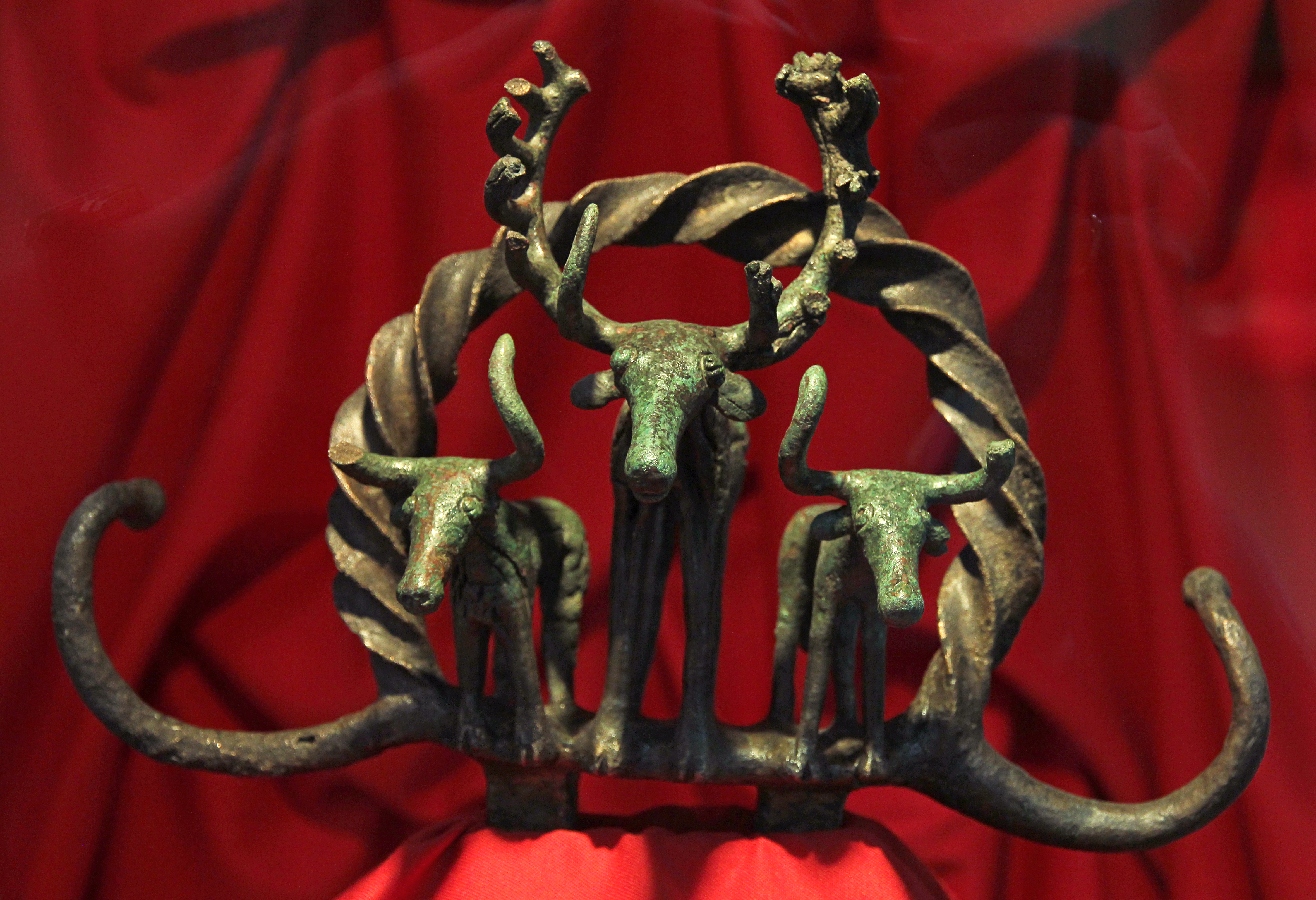
Bronzové figury zvířat

Oděv vznešených Chetitů se skládal z přepásaných vlněných rouch s třepením, vojáci neodkládali ani v boji dlouhé pláště, později nosili suknice nad kolena. Podobný byl i pracovní oděv rolníků a řemeslníků. Na nohou se nosily sandály, na hlavě čepičky nebo zašpičatělé klobouky, ženy nosily na hlavě šátky, které splývaly s volným rouchem.
Domy se stavěly na kamenných základech z omítnutých cihel, nosníky byly ze dřeva a střecha byla rovná. Úzká okna hleděla do dvora.

### Umění

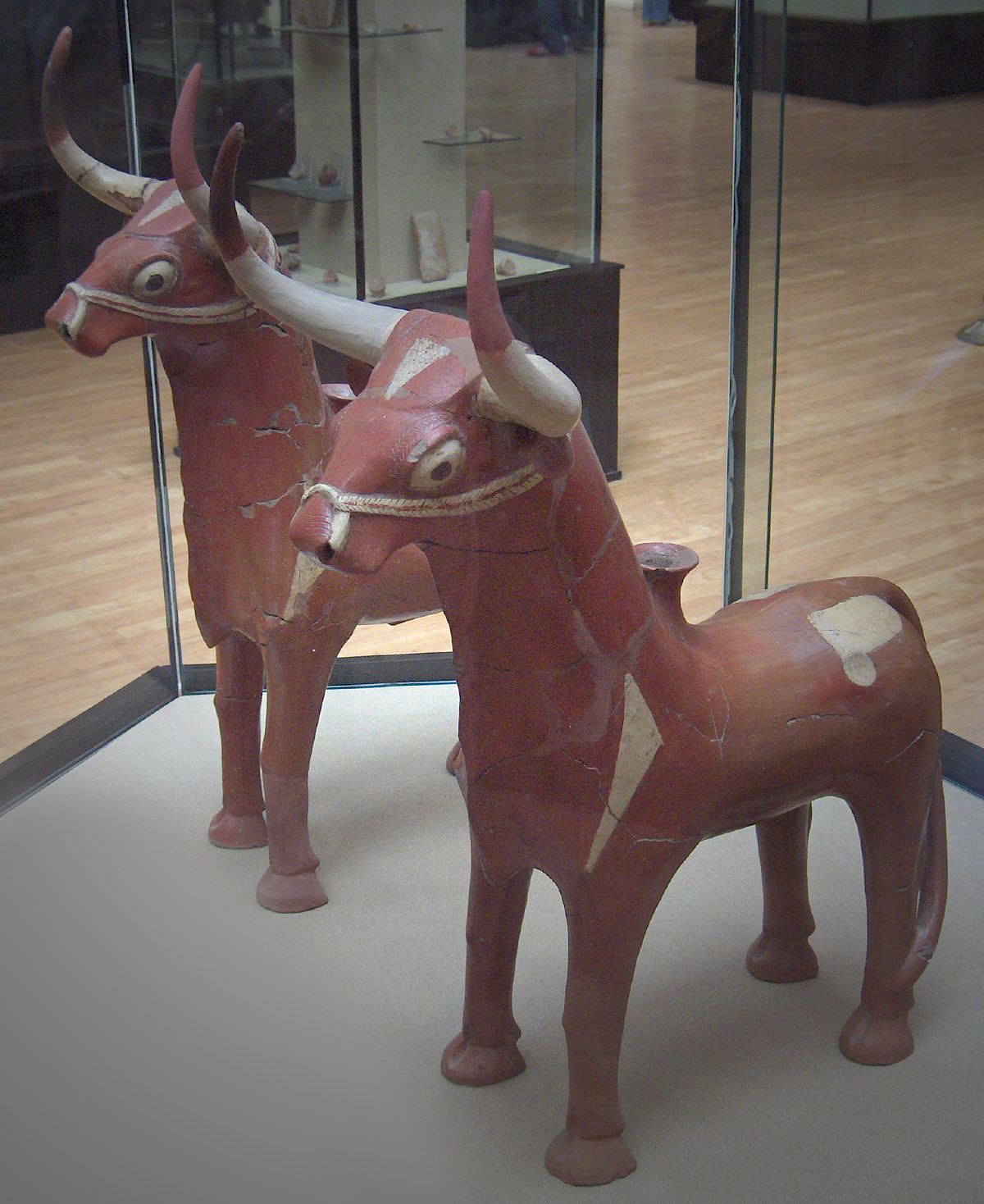
Sochy býků

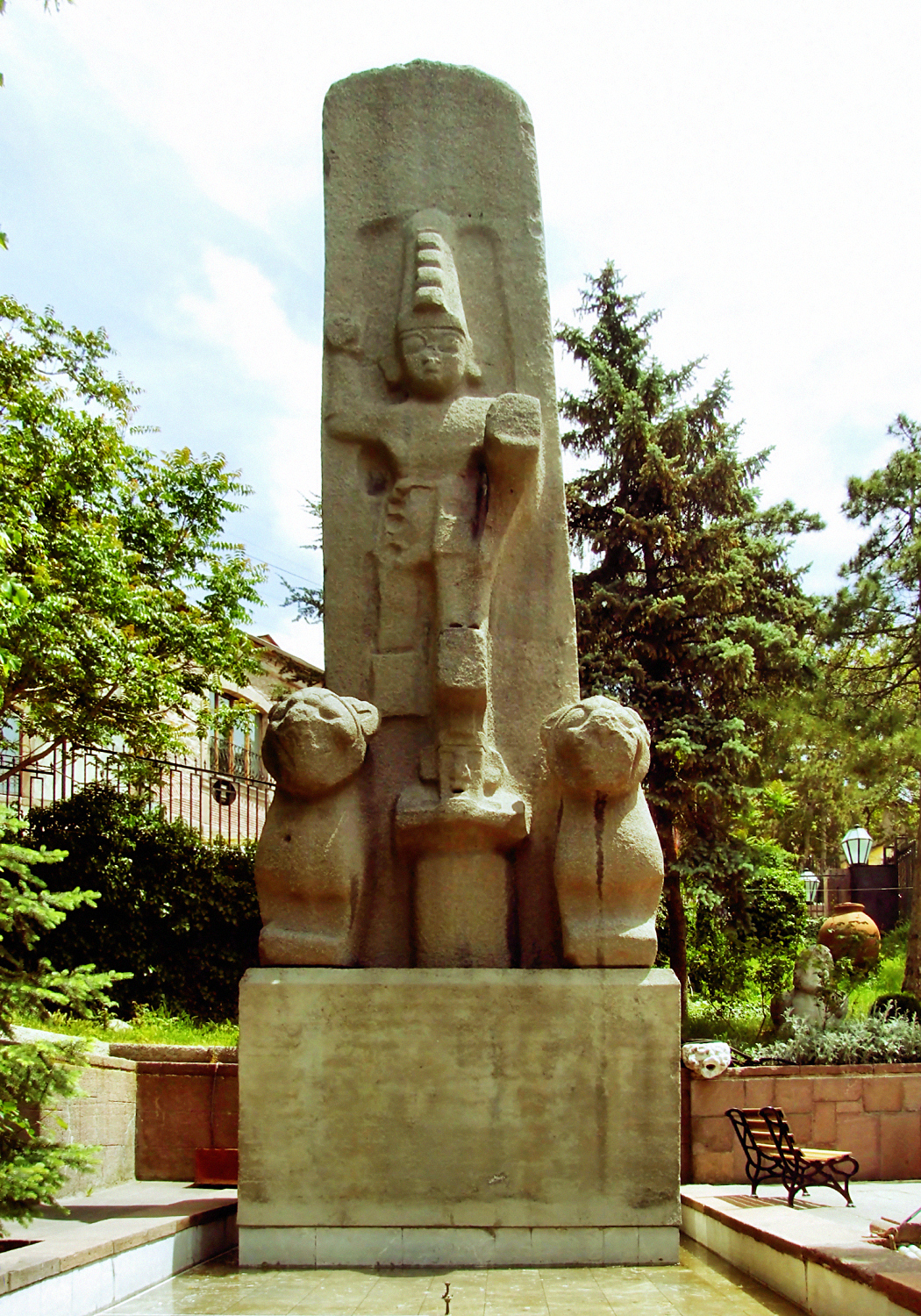
Kamenný monument, replika, muzeum v Ankaře

Kolem roku 1600 př. n. l. dochází v Chetitské říši k velkému kulturnímu a civilizačnímu rozvoji, vytváří se osobitý chetitský umělecký styl. Keramické práce charakterizují především zobákovité konvice, nádoby na úlitby bohům ve tvaru zvířat a hliněné formy na odlévání kovů, v čemž patřili Chetité mezi mistry. Figurky, především bronzové sošky, zobrazují božstva i lidi v anatolských oděvech s typickou špičatou pokrývkou hlavy. Keramické vázy z té doby jsou zdobeny reliéfními pásy, zobrazující kultovní úkony při různých náboženských obřadech a svátcích, kdy se tyto vázy používaly především. Charakteristické je provedení lidských postav: ženy jsou zobrazovány zásadně z profilu, u mužů bývá z profilu hlava a nohy, trup a paže bývají zpodobovány v pohledu čelním.

### Zemědělství
Zemědělství bylo nejdůležitější částí společenské dělby práce, kterou lze sledovat na dobových dokumentech od 17. století př. n. l.. Převládal chov dobytka, vyspělé bylo i polní hospodářství: pěstoval se ječmen, pšenice, víno, z ječmene se vyráběl slad, ze kterého se vařilo pivo. Pivo bylo pravděpodobně velmi husté, pilo se proto z veliké nádoby stéblem slámy nebo zvláštní rourou.

### Základní strava a životní styl
Základní stravou prostého Chetita byl chléb, med, mléko, sýr, pivo, ovoce a zelenina, občas skopové a vepřové, ryby byly pochoutkou. V podstatě žili Chetité dosti spartánsky, ve volném čase se věnovali lovu, závodům ve střelbě lukem, v jízdě na koni, ženy předení. Potrpěli si na čistotu: když král za své návštěvy v jednom městě našel v nádobě na mytí vlas, byl její majitel potrestán smrtí.